# اسماعیلی (نام خانوادگی)
اسماعیلی از نام‌های خانوادگی متداول در ایران است. این صفحه افرادی با این نام خانوادگی را فهرست می‌کند:
- محسن اسماعیلی فقیه و حقوق‌دان ایرانی
- محمد اسماعیلی
- محمد اسماعیلی (سیاست‌مدار)
- فرزاد اسماعیلی
- غفار اسماعیلی
- پرویز اسماعیلی برادر محسن اسماعیلی
- داریوش اسماعیلی
- توکل اسماعیلی
- فریبرز اسماعیلی
- علی اسماعیلی
- فرشید اسماعیلی
- مهدی اسماعیلی